# Uncinia sinclairii
Uncinia sinclairii là loài thực vật có hoa trong họ Cói. Loài này được Boott ex Hook.f. miêu tả khoa học đầu tiên năm 1864.